# 尖山吴氏碉楼
28°11′18″N 121°13′04″E / 28.18840°N 121.21774°E
尖山吴氏碉楼，又称吴氏碉楼，是一座位于中华人民共和国浙江省玉环市的碉楼，坐落在芦浦镇尖山村尖山脚下，属于文物保护单位玉环碉楼群之一。这座碉楼是芦浦当地有名的商人、玉环县政府参议员吴启方为防御土匪而修建的。

## 历史背景
民国年代，沿海匪患猖獗，民众尤其是富绅出于自卫，纷纷修建了碉楼这种堡垒式的建筑物。吴启方是芦浦当地有名的商人，也是玉环国民政府的参议员，家财万贯。这座碉楼便是他为了防御土匪而修建的。《台州晚报》评论说：“连参议员都要建碉楼，可见当时的匪患如此严重。”尖山吴氏碉楼由住房改建而来，依山而建。

## 建筑结构
尖山吴氏碉楼既是民居，又为碉楼；既可以居住，也可以用于防御。碉楼坐南朝北，北偏东20度。占地面积约116平方米，共三层。为石木结构，有木楼梯连接各层。外部墙体用毛石垒砌而成，厚约0.4米。墙上开有多个扇形和圆形孔洞，二楼正面涂有靛蓝色的颜料，部分已剥落。外侧两面有人面物身图案，中间为竖排木窗格，两边有实窗，刻有树、花草、动物等浮雕。

## 现状
2011年1月7日，包含尖山吴氏碉楼的玉环碉楼群被公布为第六批浙江省文物保护单位。
2015年，当地政府拨款对吴氏碉楼进行修缮，在内部建立玉环碉楼陈列馆，在同一个院子内建立海淘渔农具陈列馆，并在院子内设立介绍展板，绘制墙体画。2018年，陈列馆规模扩大，建立了国防教育展区和军史追忆台，打造为“红色教育基地”。
陈列馆一楼为国防教育展区，设有国防武器模型展示柜、国防视频影像播放区；二楼为军史追忆台，展示从当地村民征集来的军功章、旧军服、老照片、军用物品、战争遗物等。海淘渔农具陈列馆在碉楼西边，展出纺车、风车、打渔船等农渔具，展示芦浦的农耕文化、淘海文化。靠近碉楼的墙体画有碉楼的局部图，靠近陈列馆的墙体则通过绘制渔农具展示当地文化。共配备讲解员1名，一次可同时接待50多人。2017年，被评为台州市爱国主义教育基地。